# 古拉胡莫魯盧伊

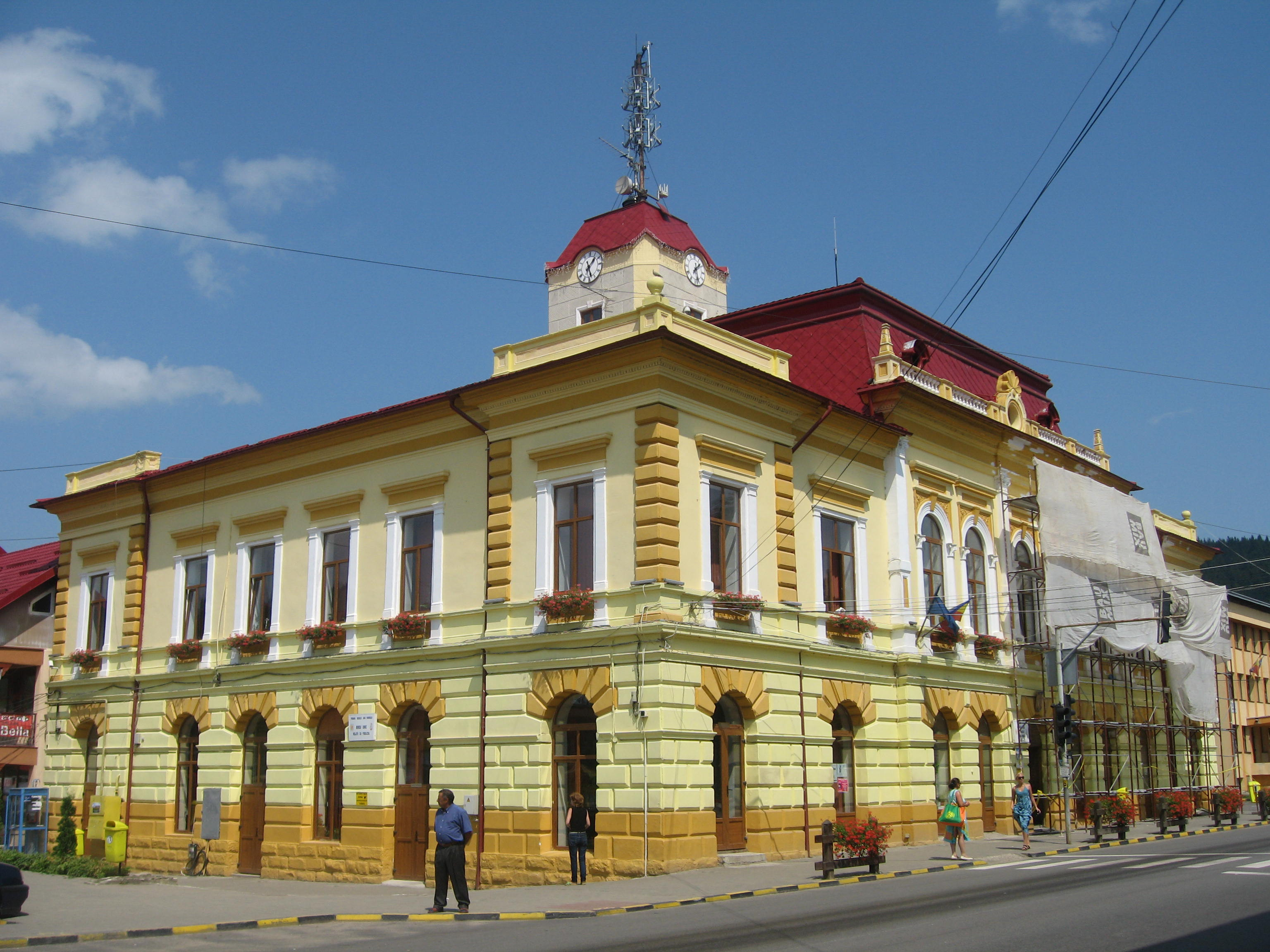

47°33′14″N 25°53′21″E / 47.55389°N 25.88917°E
古拉胡莫魯盧伊（羅馬尼亞語：Gura Humorului），是羅馬尼亞的城鎮，位於該國東北部，由蘇恰瓦縣負責管轄，面積61平方公里，海拔高度470米，2011年人口12,729，人口密度每平方公里209人。